# Benedikt Widmann
Benedikt Widmann (* 5. März 1820 in Bräunlingen; † 4. März 1910 in Frankfurt am Main) war ein deutscher Musikpädagoge, Schuldirektor, Musikschriftsteller und Komponist.

## Leben und Werk
Benedikt Widmann studierte Komposition und Formenlehre bei Franz Xaver Schnyder von Wartensee, dessen System der Rhythmik er später herausgab. Er war fast 50 Jahre Musiklehrer und Rektor an der „Rosenbergerschule“ sowie an der „Schule der Englischen Fräulein“ in Frankfurt am Main. Er verfasste eine große Zahl musiktheoretischer und musikpädagogischer Schriften und trug damit vor allem entscheidend zur Verbreitung der „Leipziger Harmonielehre-Tradition“ im 19. Jahrhundert bei.
Als Komponist lag sein Schwerpunkt im Bereich der Vokalmusik. Einige seiner Melodien „im Volkston“ sind bis heute populär. Insbesondere vertonte er eine Vielzahl von Kindergedichten seines Frankfurter Lehrerkollegen Karl Enslin.
Widmann wird auch gelegentlich, besonders in älteren Schulliederbüchern, als Komponist des von Karl Enslin getexteten Weihnachtsliedes Kling, Glöckchen, klingelingeling genannt, doch ist dies nicht belegt. Insbesondere kann die häufig zu findende Angabe, die Melodie sei 1884 entstanden, nicht stimmen, da sie schon spätestens 1873 nachgewiesen ist.
Widmanns Nachlass befindet sich im Frankfurter Institut für Stadtgeschichte.

## Werke

### Kompositionen
Instrumentalwerke
- Sechs Adagio für die Orgel. Fliegende Blätter der kath. Kirchenmusik, Jg. 3, Musikbeilage 5
- Polnisches Kirchenlied als Orgeltrio. Pustet, Regensburg 1868
- Originalbeitrag in: Präludienbuch zunächst für Lehrer-Bildungsanstalten umgearbeitet, vermehrt und verbessert von Karl Deigendesch. Aufl. (Org.) Böhm & Sohn, Augsburg/Wien 1888. (Nr. 35, Adagio G-Dur / No. 57, Versette D-Dur / No. 76, Andante A-Dur / No. 128, Präludium und Fuge F-Dur / No. 141, Thema von Anton Lotti / No. 188, Variation über ein Thema von Carissimi / No. 189, Moderato c-moll.)
- Beiträge in: Vademecum. Eine Sammlung kleiner Orgelstücke in den modernen Tonarten. Gressler, Langensalza 1871. (No. 11, Adagio C-Dur / No. 23, Adagio G-Dur / No. 61, Larghetto Es-Dur / No. 73, Adagio C-Dur / No. 85, Adagio F-Dur / No. 92, Andante a-moll)

Vokalwerke
- Vier Weihnachtslieder op. 18[6]
- Lebensfrühling. Kinderlieder von Karl Enslin für Schule und Haus, ein- und zweistimmig mit leichter Klavierbegleitung. C. Merseburger (o. V.-Nr.), Leipzig 1854.
- Liederquelle. 100 Gedichte für die Jugend von Karl Enslin. Mit 1-, 2- und 3-stimmigen Original-Kompositionen und Volksweisen herausgegeben von Benedict Widmann. In vier Heften. G. W. Körner’s Verlagsbuchhandlung, Erfurt/Leipzig um 1854.
- Sammlung polyphoner zwei- und dreistimmiger Übungen und Gesänge für höhere Töchterschulen und Mädcheninstitute. 4 Hefte. 1856–1858.
- Fromm und fröhlich! Essen, 1858.
- (Hrsg.) Lieder für Schule und Leben. 1861.
- Polyhymnia […] Zum Gebrauche für Schul- und Frauenchöre, meist aus den musikalischen Classikern ausgewählt und theilweise arrangiert für 2–3stimmigen Chor und Klavier. 1865?
- (mit Ludwig Erk) Neue Liederquelle: periodische Sammlung ein- und mehrstimmiger Lieder. 3 Hefte. Merseburger, Leipzig 1869; staatsbibliothek-berlin.de.
- (mit Heinrich Fidelis Müller) Neue Trutz-Nachtigall. Auswahl volkstümlicher, geistlicher und weltlicher Lieder für katholische Schulen und Familien. Frankfurt am Main 1879, 39. A. 1916.
- Liederstrauß (Bernhard Brähmig). Auswahl heiterer und ernster Gesänge für Töchterschulen. 1880.

### Schriften
Unterrichtswerke
- Kleine Gesanglehre für die Hand der Schüler: Regeln, Uebungen, Lieder und Choräle für drei Singstufen einer Knaben- oder Mädchenschulen. C. Merseburger, Leipzig 1855; Digitalisat in der Google-Buchsuche.
- Generalbassübungen nebst kurzen Erläuterungen. Merseburger. Leipzig 1859; Digitalisat in der Google-Buchsuche.
- Handbuechlein der Harmonie-, Melodie- und Formenlehre. In systematischer, gedrängter Darstellung geordnet, teilweise mit Übungen versehen und herausgegeben. C. Merseburger, Leipzig 1861; urn:nbn:de:bvb:12-bsb10599756-5.
- Formenlehre der Instrumentalmusik. Nach dem Systeme Schnyder’s von Wartensee zum Gebrauche für Lehrer und Schüler. C. Merseburger, Leipzig 1862; urn:nbn:de:bvb:12-bsb10599754-4.
- Elementar-Cursus der Gesanglehre nach einer rationellen Methode. Merseburger, 1868; staatsbibliothek-berlin.de.
- Gehör- und Stimmbildung. Eine auf physiologische, psychologische und pädagogische Untersuchungen und Beobachtungen gegründete Anleitung zur Pflege des Gehörs und der Stimme. Merseburger, Leipzig 1874; archive.org.
- Theoretisch-praktische Anleitung zur Modulation und freien Fantasie. Leipzig 1877.
- Praktischer Lehrgang für einen rationellen Gesang-Unterricht in mehrklassigen Volks- und Bürgerschulen: auf Grundlage der allgem. Bestimmungen vom 15. Oktober 1872. Merseburger, Leipzig 1878 ff.; urn:nbn:de:hebis:30-1160686.
- Theoretisch-praktische Anleitung zur Partiturkenntnis für Lehrer und Lernende, von Benedict Widmann. C. Merseburger, Leipzig 1880.

Musiktheoretische Schriften
- Die strengen Formen der Musik, in klassischen Beispielen zum Gebrauche für Lehrer und Schüler. C. Merseburger, Leipzig [1882].
- Die kunsthistorische Entwicklung des Männerchors in drei Vorlesungen dargestellt. Leipzig 1884.
- Geschichtsbild des deutschen Volksliedes in Wort und Weise. C. Merseburger, Leipzig 1885.
- Das deutsche Kirchenlied an konfessionell gemischten Anstalten. In: Gymnasium: Zeitschrift für Lehrer an Gymnasien und verwandten Unterrichtsanstalten. 16, 1898, Nr. 19, Sp. 657–666; DigiZeitschriften.de.